# Галли, Джианшах Эседович
Джианшах Эседович Галли (Зиганша Асадуллович Галли, баш. Йыһанша Әсәҙулла улы Ғәли; 1894—1938) — советский партийно-государственный деятель.

## Биография и деятельность
Галли Джианшах Эседович родился 3 ноября 1894 года в селе Булыкча Саратовской губернии.
В 1909—1916 гг. работал учителем земской школы в Саратовской губернии.
В 1916—1917 гг. участвовал в Первой мировой войне.
В 1918—1919 гг. являлся членом коллегии Саратовского губернского отдела народного образования.
В 1920 году был переведён на должность инструктора политотдела Саратовского губернского военного комиссариата.
В 1921—1922 гг. являлся заведующим отделом национальностей Саратовского губернского комитета ВКП(б).
В 1923—1926 гг. — народный комиссар юстиции и прокурор Башкирской АССР. На данной должности способствовал выдвижению национальных кадров в судебные органы автономной республики.
В 1926—1927 гг. работал прокурором при Народном комиссариате юстиции РСФСР, а в 1927—1930 гг. — инструктором ВЦИК.
В 1930—1931 гг. заведовал Ленинградским областным отделом подготовки кадров.
В 1931—1935 гг. являлся директором Саратовского института советского строительства, а с 1935 года работал заведующим кафедрой в этом институте.
В 1938 году репрессирован, реабилитирован в 1956 году.